# Gymnothorax annulatus
Gymnothorax annulatus là một loài cá lịch biển được tìm thấy ở tìm thấy ở phía tây Thái Bình Dương, xung quanh Philipines và Thái Lan. Loài này lần đầu tiên được đặt tên bởi Smith và Böhlke trong năm 1997.